# قلعة جوق (ملكان)
قلعة جوق هي قرية في مقاطعة ملكان، إيران. عدد سكان هذه القرية هو 1,935 في سنة 2006.